# 시카고 파이어 U-23
시카고 파이어 U-23(Chicago Fire U-23) 혹은 시카고 파이어 프리미어(Chicago Fire Premier)는 미국의 과거 축구팀으로 2016년까지 USL 리그 2에 참가했으며 해단 후 시카고 FC 유나이티드로 재창단되었다.